# Горбунова, Ольга Николаевна
Ольга Николаевна Горбунова (род. 30 ноября 1934, Ленинград — 9 мая 2023, Москва) — юрист, специалист по российскому финансовому праву; выпускница юридического факультета Иркутского государственного университета (1955); доктор юридических наук с диссертацией о проблемах совершенствования российских финансово-правовых институтов в условиях перехода к рыночным отношениям (1996); профессор и заведующая кафедрой финансового права и бухгалтерского учёта кафедры Московской государственной юридической академией (МГЮА); член президиума Международной ассоциации финансового права, почетный работник высшего образования РФ.

## Работы
Ольга Горбунова является автором и соавтором более 150 научных публикаций, включая несколько монографий и учебных пособий; она специализируется, в основном, на фундаментальной части теории финансового права и финансово-правовых реалиях современной России:
- «Бюджетные права местных Советов депутатов трудящихся». Учебное пособие (М., 1972) (в соавторстве);
- «Бюджетные права местных Советов народных депутатов». Учебное пособие (М., 1987) (в соавторстве);
- «Бюджетные права России». Учебное пособие (М., 2002) (в соавторстве).
- Проблемы финансового права в условиях рынка в XXI веке : сб. материалов Междунар. науч.-практ. конф. / отв. ред. О. Н. Горбунова. — Москва : МГЮА, 2005 (М. : 1-я Образцовая типография). — 191 c.; 21 см; ISBN 5-482-00553-4.
- Финансовое право и финансовый мониторинг в современной России : избранное : научно-популярная монография / О. Н. Горбунова. — Москва : Элит, 2012. — 294 с.; ISBN 978-5-902406-24-2 : 1000 экз.